# Buenavista Loxicha
Buenavista Loxicha är en ort i Mexiko.   Den ligger i kommunen San Agustín Loxicha och delstaten Oaxaca, i den sydöstra delen av landet, 500 km sydost om huvudstaden Mexico City. Buenavista Loxicha ligger 1 338 meter över havet och antalet invånare är 938.
Terrängen runt Buenavista Loxicha är huvudsakligen kuperad, men åt nordväst är den bergig. Runt Buenavista Loxicha är det ganska glesbefolkat, med 39 invånare per kvadratkilometer. Närmaste större samhälle är San Agustín Loxicha, 10,1 km nordväst om Buenavista Loxicha. I omgivningarna runt Buenavista Loxicha växer huvudsakligen savannskog.